# Gran Premi de Turquia del 2005
El Gran Premi de Turquia de la temporada 2005 fou disputat al circuit d'Istanbul, el 21 d'agost del 2005. Fou la 14a carrera de la temporada de Fórmula 1.

## Resultats
| Pos | No | Pilot                | Equip               | Voltes | Temps/ Retirada  | Pos. de sortida | Punts |
| --- | -- | -------------------- | ------------------- | ------ | ---------------- | --------------- | ----- |
| 1   | 9  | Kimi Räikkönen       | McLaren - Mercedes  | 58     | 1h 24' 34. 454   | 1               | 10    |
| 2   | 5  | Fernando Alonso      | Renault             | 58     | + 18.609 s       | 3               | 8     |
| 3   | 10 | Juan Pablo Montoya   | McLaren - Mercedes  | 58     | + 19.635 s       | 4               | 6     |
| 4   | 6  | Giancarlo Fisichella | Renault             | 58     | + 37.973 s       | 2               | 5     |
| 5   | 3  | Jenson Button        | BAR - Honda         | 58     | + 39.304 s       | 13              | 4     |
| 6   | 16 | Jarno Trulli         | Toyota              | 58     | + 55.420 s       | 5               | 3     |
| 7   | 14 | David Coulthard      | Red Bull - Cosworth | 58     | + 1' 09.292 min. | 12              | 2     |
| 8   | 15 | Christian Klien      | Red Bull - Cosworth | 58     | + 1' 11.622 min. | 10              | 1     |
| 9   | 4  | Takuma Sato          | BAR - Honda         | 58     | + 1' 19.987 min. | 20              |       |
| 10  | 2  | Rubens Barrichello   | Ferrari             | 57     | + 1 Volta        | 11              |       |
| 11  | 11 | Jacques Villeneuve   | Sauber - Petronas   | 57     | + 1 Volta        | 16              |       |
| 12  | 17 | Ralf Schumacher      | Toyota              | 57     | + 1 Volta        | 9               |       |
| 13  | 20 | Robert Doornbos      | Minardi - Cosworth  | 55     | + 3 Voltes       | 17              |       |
| 14  | 19 | Narain Karthikeyan   | Jordan - Toyota     | 55     | + 3 Voltes       | 18              |       |
| 15  | 18 | Tiago Monteiro       | Jordan - Toyota     | 55     | + 3 Voltes       | 14              |       |
| RET | 21 | Christijan Albers    | Minardi - Cosworth  | 48     | + 10 Voltes      | 15              |       |
| RET | 1  | Michael Schumacher   | Ferrari             | 32     | + 26 Voltes      | 19              |       |
| RET | 8  | Nick Heidfeld        | Williams - BMW      | 29     | + 29 Voltes      | 6               |       |
| RET | 12 | Felipe Massa         | Sauber - Petronas   | 28     | + 30 Voltes      | 8               |       |
| RET | 7  | Mark Webber          | Williams - BMW      | 20     | + 38 Voltes      | 7               |       |

## Altres
- Pole: Kimi Räikkönen 1' 26. 797
- Volta ràpida: Juan Pablo Montoya 1' 24. 770 (a la volta 39)